# Glossario di Code Geass: Lelouch of the Rebellion
Questa è la lista dei termini specifici dell'anime Code Geass: Lelouch of the Rebellion e del suo seguito Code Geass: Lelouch of the Rebellion R2.

## Poteri

### Code
Il Code (コード?, Kōdo) è un potere in grado di rendere immortali e immuni a qualunque Geass, oltre a dare la capacità di donare il Geass ad altre persone. In Code Geass: Lelouch of the Rebellion possiedono questo potere C.C. e V.V., il quale poi morirà per mano del fratello Charles zi Britannia, che si impossesserà del suo Code. Esso è rappresentato dallo stesso simbolo che compare negli occhi dei possessori di Geass, ma tale segno compare su una parte del corpo, solitamente la fronte. Tale potere può essere acquisito da un possessore di Geass che ha sviluppato il suo potere (o ne ha perso il controllo) in maniera tale che si manifesti in entrambi gli occhi. Fino a qualche tempo fa si sosteneva che, una volta ottenuto il Code, non si può più utilizzare il Geass, però recentemente (anche grazie all'annuncio dell'imminente uscita della terza stagione) i fan hanno ipotizzato che anche se si uccide un immortale in possesso del Code, e quindi si ruba il suo potere, questo si manifesterà solamente dopo la "prima morte" del nuovo possessore che fino a quel momento potrà ancora utilizzare il suo Geass.

## Nazioni

### Sacro Impero di Britannia
(Charles Zi Britannia)
Il Sacro Impero di Britannia (神聖ブリタニア?, Shinsei Buritania Teikoku), spesso indicato anche solo come Impero di Britannia o Britannia, è una nazione nata dai resti dello sconfitto Impero britannico ed è una superpotenza militare ed economica, che governa più di un terzo della superficie globale. Essa comprende l'intera America Settentrionale e Meridionale, nonché la Nuova Zelanda e le Filippine. Nel prologo della serie, la Britannia invade il Giappone al fine di garantirsi i giacimenti di sakuradite presenti nel sottosuolo. Nel prosieguo della storia l'impero annette numerose altre nazioni, conquistando più della metà del territorio dell'Euro Universe. I Paesi conquistati vengono rinominati Aree e trasformati in colonie. Ogni Area è designata con un numero, che viene esteso anche agli abitanti della nazione soggiogata. Ad esempio, dopo che il Giappone è stato conquistato e trasformato nell'Area 11, i giapponesi prendono il nome di "Eleven". Ci sono almeno diciotto Aree in tutto l'Impero, numerate in ordine di conquista, anche se solo una manciata di esse sono menzionate. I residenti delle nazioni conquistate sono discriminati e costretti a vivere in ghetti. Possono tuttavia acquisire lo status di "britanni onorari" entrando a far parte dell'esercito e acquistando, almeno in teoria, gli stessi diritti fondamentali dei cittadini dell'impero. La capitale dell'Impero è la città di Pendragon (ペンドラゴン?, Pendoragon), situata in Nord America, nei pressi della odierna Arizona.
Il Sacro Impero di Britannia trae le sue origini culturali dal tentativo di invasione delle isole britanniche da parte di Gaio Giulio Cesare nel 55 a.C. L'arrivo di Cesare fu accolto con una forte resistenza da parte delle tribù celtiche locali, che elessero un loro leader, il re celtico Alwin I, il quale divenne in seguito il capostipite della famiglia imperiale. L'elezione del re e la repulsione dei romani dalla Britannia coincide con l'anno dal quale parte il sistema di datazione universale in Code Geass, che è simile al calendario gregoriano del mondo reale, anche se datato 55 anni prima. La storia della Britannia diverge radicalmente dalla storia reale in seguito al fallimento della guerra d'indipendenza americana, la sconfitta dell'impero britannico ad opera di Napoleone Bonaparte, la perdita dell'arcipelago britannico in quella che è nota al mondo come "Umiliazione di Edimburgo" e il conseguente trasferimento della monarchia nelle colonie americane, che da quel punto in avanti diventano il nucleo dell'impero. Dopo essere stati sull'orlo della distruzione, i britanni iniziarono a vedere la politica come una lotta per la sopravvivenza, influenzata anche dalle teorie del darwinismo sociale che prese piede nell'impero, la Britannia sviluppò al suo interno una cultura del conflitto e della competizione, basata sull'oppressione del più debole da parte del più forte. Ciò venne esteso anche alla politica estera, condotta in modo aggressivo, che trasforma l'impero in una superpotenza mondiale, con l'annessione della totalità del continente americano, la Nuova Zelanda e il Giappone. Nella seconda stagione, a seguito delle schiaccianti vittorie britanne contro l'Euro Universe, saranno annesse all'impero numerose nazioni del suolo europeo (chiamato in seguito Euro-Britannia) e africano.
Politicamente l'impero di Britannia si presenta come una monarchia assoluta, in cui i poteri sono concentrati nelle mani della famiglia imperiale, anche se è presente una legislatura bicamerale. La nobiltà controlla gran parte del business e della burocrazia al di fuori della famiglia imperiale, e, a giudicare dal numero di imprese legali e illegali che appaiono nelle Aree occupate, il capitalismo e il consumismo sono ampiamente incoraggiati dal governo.

### Euro Universe
L'Euro Universe (ユーロ·ユニバース?, Yuro Yunibāsu), nota anche come Unione delle Repubbliche di Europia (ユーロピア共和国連合?, Yūropia Kyōwakoku Rengō) nell'OAV Code Geass: Akito the Exiled o anche semplicemente come Unione Europea, è una delle tre grandi superpotenze presenti nel mondo di Code Geass. Si presenta come una federazione di nazioni democratica, anche se in parte corrotta e con una burocrazia lenta e soffocante (i britanni la considerano una nazione nella quale comandano tutti), nata a seguito della Rivoluzione francese e delle guerre napoleoniche, che riuscirono a unificare l'intero continente europeo. Infatti, differentemente dall'andamento reale della storia, Napoleone riuscì a sconfiggere anche l'Impero russo e l'Impero britannico (dalle cui ceneri nascerà il Sacro Impero di Britannia). La capitale è Parigi e gli anni sono misurati secondo il calendario rivoluzionario francese. Geograficamente è, all'inizio della storia, la più grande delle tre superpotenze; controlla infatti l'Europa, la Russia, la totalità dell'Africa e parte del Medio Oriente. L'Euro Universe entra in guerra con l'impero di Britannia all'inizio della serie. Durante lo scontro, culminato nella seconda stagione, l'Euro Universe subirà una serie di umilianti sconfitte che porteranno le forze della Britannia a conquistare con successo quasi la metà del territorio europeo (chiamato in Akito the Exiled Euro-Britannia), spingendo i membri dell'Unione a staccarsi e a dichiarare la loro neutralità. Molti degli stati superstiti entrano poi a far parte dell'Alleanza degli Stati Uniti promossa da Zero come entità politica in opposizione alla Britannia.
Le forze militari dell'UE sono divise in singole forze nazionali denominate "eserciti di Stato", anche se l'esatta natura di queste forze armate non è chiaro. Da ciò che viene mostrato, i knightmare frame utilizzati dall'Euro Universe sono il Panzer-Hummel, che sembra a un livello intermedio tra il Gun-Ru cinese e i knightmare standard della Britannia, e l'Alexander, un knightmare frame "speciale" utilizzato dall'unità W-O in Code Geass: Akito the Exiled.

### Federazione cinese

La bandiera usata dalla Federazione cinese è ispirata ad una delle bandiere realmente in uso durante la Repubblica di Cina di Sun Yat-sen, adottata come vessillo dell'esercito dal 1913 al 1928.

La Federazione cinese (中华连邦?, Chuka Renpo) è una delle tre superpotenze del mondo di Code Geass. Trovandosi vicino al Giappone, riveste un ruolo importante nell'anime, in particolare durante la seconda stagione. Anche se non è così grande come l'Impero di Britannia o l'Euro Universe, la Federazione cinese detiene ancora una notevole quantità di territorio che comprende tutta l'Asia orientale (con l'eccezione del Giappone) l'Asia meridionale, l'Asia centrale e parte del Sud-est asiatico (in pratica i territori di quelli che nel mondo reale erano gli stati tributari del Celeste Impero, più l'India e la quasi totalità del Medio Oriente). Nel corso della storia Zero si assicura un'alleanza con la Federazione cinese, cosa che la mette in contrasto con l'impero di Britannia. La Britannia dà quindi il via a numerosi tentativi di annettere ampie porzioni della nazione orientale, che si sta ormai dissolvendo in seguito a ribellioni locali e a movimenti separatisti. Tuttavia, l'invasione di Britannia non ha successo. La Federazione cinese in seguito diviene parte dell'Alleanza degli Stati Uniti e cambia nome in Stati Uniti della Cina (合众国中华?, Gasshūkoku Chuka).
Anche se è generalmente più rispettosa dei diritti umani rispetto alla Britannia, la Federazione cinese è una monarchia con la maggior parte del potere concentrato nelle mani degli Alti Eunuchi (大宦官?, Daikangan), mentre l'Imperatrice Tianzi è rilegata ad un ruolo di semplice rappresentanza. Tutto ciò è cambiato radicalmente durante la seconda stagione, quando Zero, con l'aiuto dei ribelli cinesi, riesce a far uccidere gli Alti Eunuchi e a restituire il trono all'Imperatrice. La capitale della Federazione è Luoyang, dove si trova la Città Proibita Scarlatta, nella quale la giovane imperatrice Tianzi ha trascorso gran parte della sua vita. La Federazione cinese mantiene delle forze militari regolari, non diverse da quelle di Britannia. Il loro numero e la loro organizzazione non sono mostrate chiaramente. Il knightmare cinese standard è il Gun-Ru, che è prodotto in serie in grandi quantità.

### Giappone/Area 11
Il Giappone (日本?, Nihon o Nippon) è la nazione dove avvengono la maggior parte degli avvenimenti di Code Geass. È il maggior produttore mondiale di sakuradite, un raro minerale, essenziale per il funzionamento dei knightmare frame. Per avere accesso a questa preziosa risorsa strategica, l'Impero di Britannia invade la nazione insulare, vincendola in breve tempo grazie ad una schiacciante superiorità tecnologica e militare. Il Giappone viene quindi ridotto a colonia dell'impero, perde il suo nome venendo ribattezzato "Area 11"; i suoi abitanti denominati "Eleven" furono costretti a vivere in ghetti. Nonostante la sconfitta, persistono ancora numerosi movimenti di resistenza all'occupazione britanna, tra cui il Fronte di Liberazione del Giappone, in seguito riuniti sotto l'egida dell'Ordine dei Cavalieri Neri. Zero, dopo un particolare evento avvenuto verso la fine della prima stagione, marciando sulla disperazione e sul malcontento dei giapponesi, dichiara l'indipendenza del Giappone dal Sacro Impero di Britannia, dando così inizio alla Black Rebellion, che però non avrà successo, peggiorando il rapporto tra Area 11 e Britannia, che in risposta alla ribellione intensificherá i controlli e diminuirá le già poche libertà concesse agli Eleven. All'inizio della seconda serie Zero ottiene dalla Britannia l'esilio di un milione di Cavalieri Neri nella Federazione cinese e dichiara per la seconda volta di voler creare gli Stati Uniti del Giappone, una nazione libera dall'oppressione dell'impero di Britannia, che entra poi a far parte dell'Alleanza degli Stati Uniti. In seguito alla scomparsa di Lelouch gli Stati Uniti del Giappone riacquistano la loro indipendenza e Kaname Ōgi ne diviene il nuovo primo ministro.
Durante il dominio britanno, l'Area 11 è stata amministrata da un governatore inviato direttamente dall'impero e facente parte della stessa famiglia imperiale. Il primo in ordine di tempo è stato Clovis la Britannia, poi ucciso da Lelouch, a cui ha fatto seguito Cornelia li Britannia, seguita a sua volta da Nunnally vi Britannia, durante la seconda serie.

### Alleanza degli Stati Uniti
L'Alleanza degli Stati Uniti è una federazione di stati creata per contrastare l'egemonia dell'impero di Britannia, che, al momento della nascita dell'Alleanza (nella seconda serie), aveva conquistato più della metà del suolo mondiale. Tra le nazioni che hanno aderito all'Alleanza vi sono gli Stati Uniti del Giappone, gli stati controllati dall'ex Federazione cinese, la parte orientale africana ed europea (ad eccezione della Russia) e la maggior parte del continente asiatico. Diversi stati membri dell'ex Euro Universe e l'Australia hanno deciso di rimanere neutrali per motivi sconosciuti.
Fondata da Zero come strumento politico per contrastare lo strapotere della Britannia, l'Alleanza degli Stati Uniti dichiara guerra all'Impero. In seguito però agli eventi che portano Zero/Lelouch a diventare imperatore proprio del Sacro Impero di Britannia, il giovane sovrano richiede al consiglio degli Stati Uniti di far entrare la Britannia nella federazione. La proposta viene osteggiata dal consiglio, che teme che il peso demografico e politico dell'impero gli concederebbero la maggioranza in ogni votazione, consegnando di fatto il controllo del mondo intero al giovane Imperatore. Le decisioni dell'Alleanza degli Stati Uniti sono infatti ratificate da un votazione in cui si deve ottenere la maggioranza dei due terzi di voti. La popolazione di ogni singolo Paese determina la sua percentuale di rappresentanti. Lelouch prende quindi in ostaggio il consiglio dell'Alleanza, per convincerlo a cambiare idea con la forza, e dopo aver ottenuto il controllo dell'arma di distruzione di massa F.L.E.I.J.A. e della fortezza volante Damocles, unifica il Sacro Impero di Britannia con l'Alleanza degli Stati Uniti, riuscendo nella spettacolare impresa di unificare l'intero pianeta sotto il proprio dominio. Dopo la morte del sovrano, Kaguya Sumeragi riottiene la sua leadership nella federazione.
Gli Stati membri dell'Alleanza degli Stati Uniti devono obbligatoriamente rinunciare ad avere un esercito indipendente da quello collettivo della federazione stessa. Infatti, esiste una forza militare sovranazionale che è posta sotto il controllo dell'Ordine dei Cavalieri Neri, con la condizione che tutte le azioni militari devono prima essere approvate dal consiglio superiore dell'Alleanza. Dopo che Lelouch ha preso il controllo dei Cavalieri Neri, le forze della Britannia hanno occupato le cariche maggiori dell'esercito della federazione fino alla sua scomparsa.

## Tecnologia

### Sakuradite
La sakuradite (サクラダイト?, sakuradaito) è un raro minerale presente nel mondo di Code Geass. Essa appare come un minerale di colore rosa brillante; una volta raffinata, però, diviene estremamente instabile ed esplosiva. La sakuradite ha proprietà superconduttive e radioattive, e riveste un ruolo essenziale come componente nei knightmare frame, dove è usata soprattutto come fonte di alimentazione e per stoccare l'energia nei sistemi che ne richiedono un elevato consumo, come i Blaze Luminous e il Float System. L'importanza strategica dell'elemento è tale da motivare l'invasione del Giappone da parte della Britannia, dal momento che la nazione insulare possiede il 70% delle riserve mondiali del minerale.
L'unica debolezza della sakuradite è il Gefjun Disturber, un dispositivo ideato da Rakshata Chawla e in grado di disattivare i macchinari alimentati da sakuradite. I Gefjun sono quindi utilizzati per disattivare i knightmare frame nemici, anche se in seguito sono state sviluppate delle contromisure. Il nome sakuradite deriva probabilmente dalla parola giapponese sakura, che significa "fiore di ciliegio".

### F.L.E.I.J.A.
F.L.E.I.J.A., acronimo di Field Limitary Effective Implosion Armament, è una testata esplosiva sviluppata da Nina Einstein e dalla divisione scientifica dell'esercito di Britannia, sotto l'autorizzazione del principe imperiale Schneizel. 
Nina iniziò a sviluppare la testata quando ancora studiava all'istituto Ashford, nel quadro di una ricerca sulle possibilità di utilizzare l'uranio-235 come fonte di energia. Il conte Lloyd Asplund, interessatosi alla ricerca, fornì a Nina la sakuradite necessaria per costruire il primo prototipo, che però non funzionerà. Il talento di Nina e le potenzialità dell'arma vennero però intuite da Scheizel, che assunse la ragazza come capo del suo team di ricerca e sviluppo. Nina ebbe quindi modo di continuare le sue ricerche e riuscì infine a creare un prototipo funzionante. Un mese dopo, l'agenzia di Scheizel iniziò la produzione in serie di F.L.E.I.J.A., posizionandone diverse sulla fortezza galleggiante Damocles.
La F.L.E.I.J.A. è stato messo in funzione con successo da Lelouch e Suzaku durante il loro attacco alla Damocles di Scheizel, permettendo loro di disattivare la FLEIJA sganciata su di loro ed entrare nell'aeronave.